# Moderatore (Internet)
Il moderatore (spesso abbreviato in Mod) è una figura presente in molte comunità virtuali di Internet, principalmente forum di discussione e chatroom. 
Questa carica è conferita a determinati utenti dall'amministratore, in base a degli standard che in genere sono l'affidabilità, la serietà e la competenza. 

## Funzioni
Il compito principale del moderatore è quello di vigilare sul rispetto del regolamento della comunità e, qualora fosse necessario, di smorzare i toni fra gli utenti.
Nei forum, a parte rari casi, un moderatore può essere assegnato a una o più sezioni (o stanze), in base alle competenze.
Il moderatore può essere un dipendente se il forum è un servizio (anche interno) di un'azienda; tuttavia più frequenti sono i forum i cui moderatori non sono dipendenti né vengono pagati per i propri servizi resi alla comunità, non hanno obbligo di frequenza o partecipazione alla vita comunitaria, e tuttalpiù in caso di scarsa partecipazione è molto facile che siano declassati a semplici utenti.
Di solito è possibile trovare anche la figura del moderatore globale (abbreviato in GMod), che tendenzialmente si differenzia dal moderatore per il fatto di poter intervenire in tutte le sezioni di un forum. Si può anche trovare il supermoderatore (abbreviato in SMod o SuperMod) il quale è generalmente più esperto dei semplici moderatori e gestisce ed organizza questi ultimi. Normalmente questa figura coincide con quella di amministratore.

## Nei forum
Per assolvere il suo compito, un moderatore generalmente può:
- modificare/eliminare i post;
- chiudere/eliminare i topic;
- modificare i titoli dei topic;
- visualizzare informazioni riservate degli utenti (indirizzo IP, host, ...) che comunque non violano la privacy;
- sanzionare gli utenti;
- bannare un utente o farne richiesta a un amministratore;
- unire topic o post;

Inoltre è uso comune dedicare una sezione privata per le discussioni tra moderatori.